# Asanada agharkari
Asanada agharkari – gatunek parecznika z rzędu skolopendrokształtnych i rodziny skolopendrowatych.
Gatunek ten został opisany w 1912 roku przez Frederica Henry’ego Gravelya jako Pseudocryptops agharkari.
Parecznik orientalny, endemiczny dla Indii, podawany ze stanów Andamany i Nikobary, Bihar, Maharasztra, Madhya Pradesh i Orisa na płaskowyżu Dekan.